# Bärengesellschaft
Die Bärengesellschaft oder auch Gesellschaft im Bären war eine fränkische Adelsgesellschaft, die regelmäßig aufwendige Ritterturniere durchführte. Ihr Einzugsgebiet erstreckte sich auch in die benachbarten Regionen Thüringens, Bayerns und Schwabens.
Sie wurde 1481 als Zusammenschluss von 153 Niederadeligen aus 53 Adelsfamilien (Siehe auch: Liste fränkischer Rittergeschlechter, Liste thüringischer Rittergeschlechter, Liste bayerischer Adelsgeschlechter, Liste schwäbischer Adelsgeschlechter) ins Leben gerufen.
Wie andere Turniergesellschaften dieser Zeit erfüllte auch diese Gesellschaft grundsätzlich das Bedürfnis des Ritterstandes, sich gegenüber anderen Ständen abzugrenzen, unter anderem auch gegenüber den aufstrebenden bürgerlichen Familien der Städte, dem sogenannten Patriziat. Zu den strengen Aufnahmekriterien, die nicht einmal jedes Adelsgeschlecht erfüllen konnte, gehörte der Nachweis entsprechend ritterlicher Ahnen und der Nachweis von Turniererfahrungen der vorausgegangenen elterlichen Generation. Andererseits sollte diese Zusammengehörigkeit durch die Pflege der ritterlichen Tugenden verstärkt werden.
Die Bärengesellschaft wurde vom Markgrafen Albrecht Achilles als lobbyistisches Gegengewicht zur Einhorngesellschaft gegründet, wobei sich viele Namensträger aus Familien der Einhorngesellschaft auch in der Bärengesellschaft wiederfinden. Diese war grundsätzlich vom Einzugsbereich großflächiger angelegt und wendete sich auch an Adelsgeschlechter der benachbarten Regionen.
Der Gesellschaft gehörte u. a. die Familie Sparneck an. 